# Миле (Високо)
Миле (босн. Mile) — средневековое место коронации и захоронения боснийских королей во времена существования Боснийского королевства (1377—1463). Оно расположено в бассейне реки Високо и ныне носит статус охраняемого национального памятника Боснии и Герцеговины.

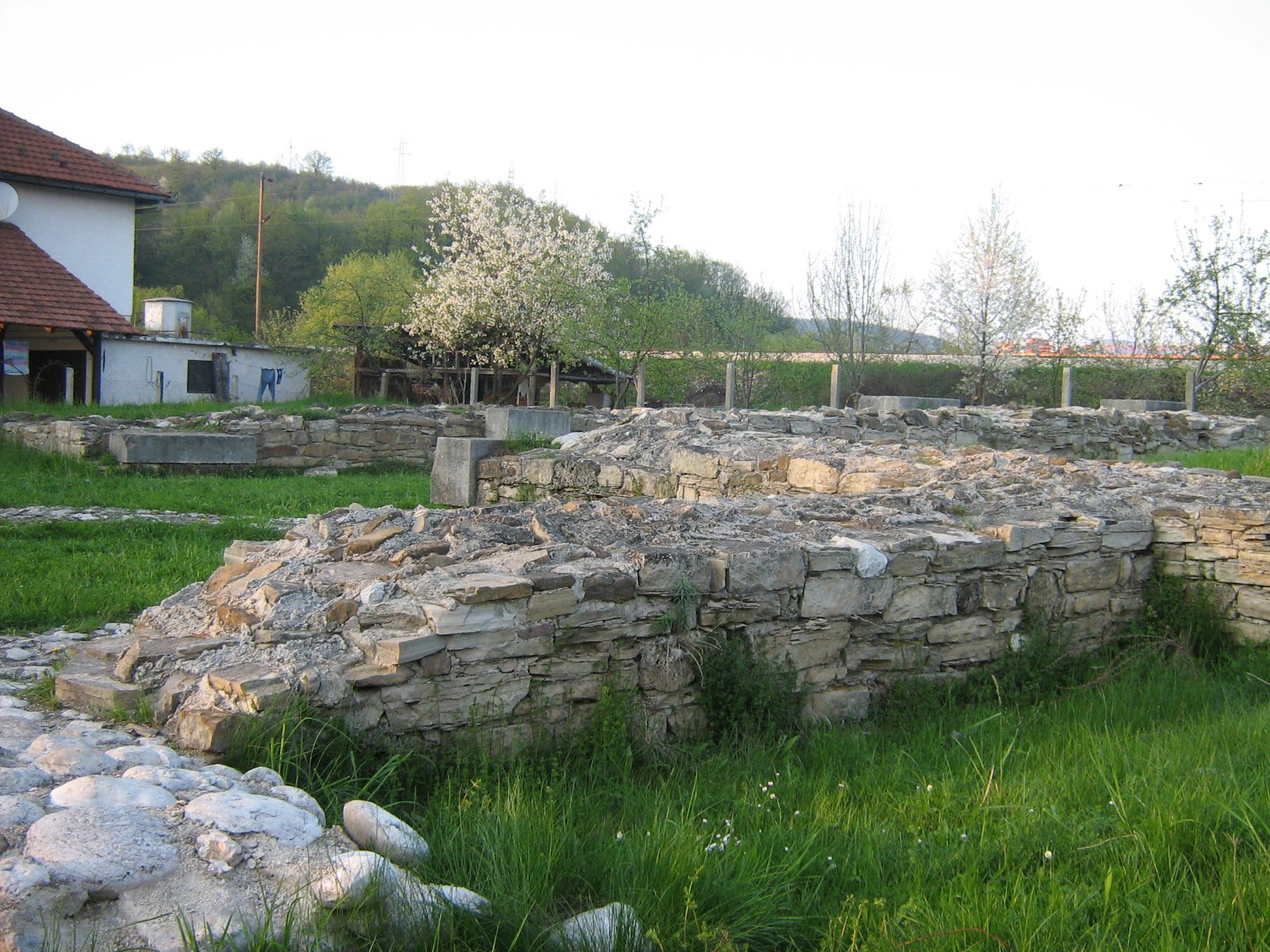
Руины церкви

## История

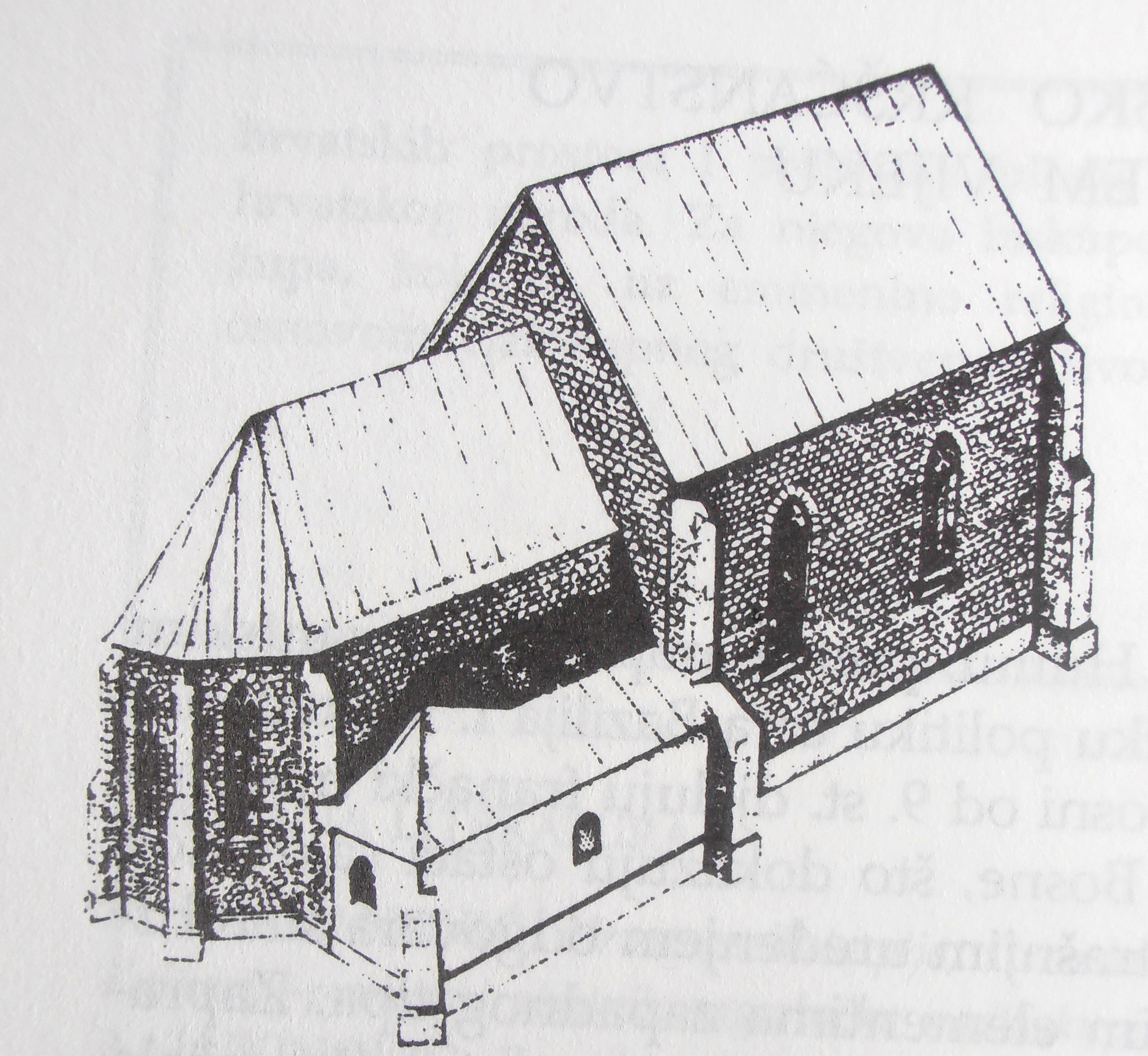
Реконструкция церкви

Миле имело большое значение для боснийской знати и служила одним из мест станака, наиболее распространенного названия, используемого для обозначения собрания знати в средневековой Боснии. Несколько исторических хроник упоминают с 1367 по 1407 год о дубровницких купцах, делавших денежные пожертвования францисканскому монастырю, расположенному в Миле. Согласно источникам с 1380 по 1390 год, они осуществлялись через фонд боснийского бана Степана II Котороманича и шли на нужды францисканского монастыря Святого Николая в Миле.
Миле впервые упоминается в письменных источниках как место расположения церкви Святых Кузьмы и Дамьяна. Степан II Котороманич возвёл там первый францисканский мужской монастырь Святого Николая. Впоследствии Миле служило местом коронации боснийских королей, в том числе, возможно, и первого боснийского короля Твртко I Котороманича в 1377 году.
Могилу Степана II, умершего в 1353 году, при более поздних археологических раскопках не удалось идентифицировать. Далматинский историк начала XVII века Мавро Орбини и более поздние авторы упоминают о том, что Степан II построил в Миле церковь и завещал похоронить себя там. При этом в северной стене церкви была обнаружена могила боснийского короля Твртко I.